# Mount Ayr (Indiana)
Mount Ayr é uma cidade  localizada no estado americano de Indiana, no Condado de Newton.

## Demografia
Segundo o censo americano de 2000, a sua população era de 147 habitantes.
Em 2006, foi estimada uma população de 135, um decréscimo de 12 (-8.2%).

## Geografia
De acordo com o United States Census Bureau tem uma área de
0,4 km², dos quais 0,4 km² cobertos por terra e 0,0 km² cobertos por água. Mount Ayr localiza-se a aproximadamente 216 m acima do nível do mar.

## Localidades na vizinhança
O diagrama seguinte representa as localidades num raio de 24 km ao redor de Mount Ayr.